# ديجون
دِجُون أو دِيجُون (بالفرنسية: Dijon)‏ هي مدينة فرنسية وهي عاصمة برغونية فرانش كونتيه. تُعد دِجون إحدى أشهر المدن في العالم في صناعة النبيذ.

## النقل
يتوافر بالمدينة وسائل نقل حديثة مثل المترو والحافلات ومحطات القطارات السريعة والتي تربط المدينة بسائر مدن فرنسا. إضافة إلى وجود مطار دِجون الإقليمي.

## الثقافة

### ثانويات وجامعات
يوجد بمدينة دِجون جامعة بورقوني التي تعد واحدة من أفضل خمسمائة جامعة بالعالم وفقا لتصنيف 2016. تضم الجامعة حرماً جامعيّاً يحتوي على عدد من المرافق والكليات بجميع التخصصات الأكاديمية. وتمنح الجامعة جميع الدرجات العلميه مثل البكالوريا والماجستير والدكتوراه.

## توأمة
لدِجون اتفاقيات توأمة مع كل من:
- فولغوغراد
- ماينتس (1958 - )
- ريدجو إميليا
- إسكوبية
- أوبولي (2009 - )[18]
- كلوج نابوكا
- بيتش
- يورك
- دالاس
- بياويستوك
- إيركوتسك
- غيمارايش